# Marianactis bythios
Marianactis bythios is een zeeanemonensoort uit de familie Actinostolidae.
Marianactis bythios is voor het eerst wetenschappelijk beschreven door Fautin & Hessler in 1989.